# Gylippus hakkaricus
Espèce
Gylippus hakkaricus est une espèce de solifuges de la famille des Gylippidae.

## Distribution
Cette espèce est endémique de la province d'Hakkari en Turquie. Elle se rencontre vers Berçelan.

## Description
Le mâle holotype mesure 31,44 mm et la femelle paratype 34,15 mm.

## Étymologie
Son nom d'espèce lui a été donné en référence au lieu de sa découverte, la province d'Hakkari.

## Publication originale
- Erdek, 2019 : Description of the new solifuge Gylippus (Paragylippus) hakkaricus sp. n. (Gylippidae, Solifugae). Zootaxa, no 4695(6), p. 559–567.